# 上园镇
上园镇，是中华人民共和国辽宁省朝阳市北票市下辖的一个乡镇级行政单位。

## 行政区划
上园镇下辖以下地区：
上园村、朝阳寺村、沟口子村、王道营村、三巨兴村、土宝营村、靠山屯村、炒米甸村、小北沟村、张宝吐村和马代沟村。